# Герб Черемшанского района
Герб Черемшанского муниципального района Республики Татарстан Российской Федерации — опознавательно-правовой знак, служащий официальным символом муниципального образования.
Герб утверждён Решением № 110 Черемшанского районного Совета народных депутатов 22 марта 2005 года.
Герб внесён в Государственный геральдический регистр Российской Федерации под регистрационном номером 1808 и в Государственный геральдический реестр Республики Татарстан под № 15.

## Описание герба
«В червлёном поле стоящая на зелёной узкой оконечности серебряная стена, выложенная из камней неправильной формы, с аркой в цвет поля; на стене сова того же металла».

## Символика герба
Герб района отражает исторические и географические особенности местности. В XVIII столетии здесь находился южный рубеж государства. Через территорию современного Черемшанского района проходила вторая Закамская «Черемшанская» пограничная линия. В 1732—1736 годах были построены Черемшанская и Шешминская крепости, о чём в гербе говорит изображение стены.
Стена — символ надежности, прочности и самостоятельности района.
Сова, олицетворяющая бдительность, проницательность и мудрость дополняет пограничную символику герба.
Изображение открытых ворот (арки) говорит о гостеприимстве и доброте местных жителей.
Серебро в геральдике символ благородства, чистоты, великодушия.
Красный цвет символизирует мужество, труд, праздник, красоту.
Зелёный цвет — символ сельского хозяйства, плодородия, природы, жизни.

## История герба
Разработка герба произведена Геральдическим советом при Президенте Республики Татарстан совместно с Союзом геральдистов России в составе:
Рамиль Хайрутдинов (Казань), Радик Салихов (Казань), Константин Мочёнов (Химки), Кирилл Переходенко (Конаково), Оксана Фефелова (Балашиха), Оксана Афанасьева (Москва).